# Jiří Hošek (hudebník)
Jiří Hošek (* 20. srpna 1955 v Praze) je český hudebník, klavírista, violoncellista a hudební pedagog na Hudební fakultě pražské AMU.

## Hudební činnost
V době svých studií Jiří Hošek také veřejně vystupoval jakožto kapelník, umělecký vedoucí a klavírista countryové skupiny Wyjou a Newyjou, která se v někdejším Československu pokoušela prosadit s moderní verzí americké country hudby.
Pochází pražské z umělecké rodiny, v dětství se učil hrát na klavír v lidové škole umění, od deseti let hraje na violoncello. V sedmdesátých letech vystudoval hru na violoncello na pražské konzervatoři a poté pokračoval ve studiu violoncellové hry na pražské AMU u prof. Miloše Sádla. Studium absolvoval v roce 1980 s červeným diplomem. Zúčastnil se úspěšně celé řady mezinárodních interpretačních soutěží, ve hře se zdokonaloval v mistrovských kurzech v Paříži, Nice a Budapešti.
V letech 1991–1996 byl koncertním mistrem violoncellové sekce Symfonického orchestru Českého rozhlasu a od roku 1988 je jeho sólistou.
Vystupuje i v televizi, neboť je znám jakožto propagátor a popularizátor tzv. vážné hudby, své televizní pořady také velmi často provází mluveným slovem.
Jiří Hošek je pokládán za jednu z nejvýraznějších postav interpretačního umění současnosti. Hru na violoncello studoval u Pravoslava Sádla na Konzervatoři v Praze (1970–1975) a  prof. Miloše Sádla na Hudební fakultě AMU, již absolvoval s vyznamenáním roku 1980. Své umění pak zdokonaloval ještě u prof. Bernarda Michelina při stáži na pařížské konzervatoři a letní akademii v Nice (1981). Jako stipendistu Českého hudebního fondu jej vedli Alexandr Večtomov a Josef Chuchro, absolvoval i Bartókův seminář v Szombathely u prof. Lászlo Mezö. Zúčastnil se 10 mezinárodních soutěží, v nichž byl oceněn mj. jako finalista Casalsovy soutěže v Budapešti, diplomy Bachovy soutěže v Lipsku a dvou Čajkovského soutěží v Moskvě 1978 a 1982. Stal se laureátem Mezinárodní violoncellové soutěže Pražského jara 1980. Řadu dalších cen a diplomů získal v domácích interpretačních soutěžích; jmenujme z nich absolutní vítězství v interpretační soutěži ČSR roku 1980. Od studentských let pravidelně koncertuje doma i v řadě evropských zemí, nahrává pro rozhlas i na trvalé nosiče zvuku. Na CD nahrál nejen jednotlivá slavná díla violoncellové literatury, jako jsou koncerty Schumannův nebo Lalův, ale i významné souborné nahrávky, např. pozdních violoncellových děl Sergeje Prokofjeva, dva soubory židovské hudby a na dvou CD komplet děl Antonína Krafta, Davida Poppera, či soudobých českých autorů. V roce 1999 nahrál na CD oba violoncellové koncerty Bohuslava Martinů.
Pozoruhodně se uplatnil jako sólista i zanícený vykladač v televizních pořadech o Antonínu Kraftovi, o Davidu Popperovi a o Mikulášovi Kraftovi, z jejichž tvorby některé skladby i rekonstruoval a nově oživil. Má velmi bohatý repertoár od hudby barokní až po dnešek a je vůbec mnohostranným hudebníkem: byl koncertním mistrem Symfonického orchestru Českého rozhlasu (1991–1996), hrál i ve filmových rolích (režie V. Olmer), komponoval scénickou hudbu pro Divadlo na Fidlovačce, vyvíjí bohaté aktivity i v žánrech populární hudby. Jako docent Hudební fakulty AMU v Praze pedagogicky působil dvacet let od roku 1994 do r. 2014, kdy mu děkan HAMU bez udání důvodu neprodloužil termínovanou smlouvu. V březnu 1998 byl jmenován sólistou Českého rozhlasu. Kritika oceňuje na Hoškově hře zvláště brilantní techniku a oduševnělý výraz. Za propagaci Žižkova vyjádřenou zejména hudebním festivalem Nekonvenční žižkovský podzim, který založil a organizuje od roku 1997, byl zapsán v prosinci roku 1999 do Knihy cti městské části Praha 3 a následně vyhlášen „osobností Žižkova roku 2000“. Českou violoncellovou školu reprezentoval na Pražském jaru naposledy v 2014.  

## Rodina
Jeho dcera Dominika Weiss Hošková je rovněž violoncellistka.